# Vilella de Cinca / Velilla de Cinca
Vilella de Cinca / Velilla de Cinca är en ort i Spanien.   Den ligger i provinsen Provincia de Huesca och regionen Aragonien, i den östra delen av landet, 400 km öster om huvudstaden Madrid. Vilella de Cinca / Velilla de Cinca ligger 133 meter över havet och antalet invånare är 435.
Terrängen runt Vilella de Cinca / Velilla de Cinca är platt norrut, men söderut är den kuperad. Vilella de Cinca / Velilla de Cinca ligger nere i en dal. Runt Vilella de Cinca / Velilla de Cinca är det ganska glesbefolkat, med 26 invånare per kvadratkilometer. Närmaste större samhälle är Fraga, 10,2 km sydost om Vilella de Cinca / Velilla de Cinca. Trakten runt Vilella de Cinca / Velilla de Cinca består till största delen av jordbruksmark.